# Victor Bonini
Victor Bonini (São Paulo, 26 de janeiro de 1993) é um escritor, documentarista, jornalista e roteirista brasileiro. Ele é autor da série de romances policiais best-sellers do detetive Conrado Bardelli, composta pelos livros Colega de Quarto (2015), O Casamento (2017), Quando Ela Desaparecer (2019) e Tortura Branca (2020).
Por Tortura Branca, o escritor se tornou finalista do prêmio Jabuti de romance de entretenimento. Os livros de Bonini já venderam mais de 110 mil exemplares. Ele escreveu o roteiro do longa-metragem A Operação Condor, que tem estreia prevista para 2025. O autor vive em Nova York, onde atua como jornalista da Globo.

## Carreira
Nascido em São Paulo, Bonini cresceu em Vinhedo, no interior do estado, e voltou à capital para se graduar em jornalismo pela Faculdade Cásper Líbero. Ele é mestre em documentário pela New York University, tendo se formado com o curta-metragem Make Some Noise.
Como jornalista, ele teve passagens pela revista Veja, pelos canais de TV Globo, Globo News, Gazeta e CNN Brasil, e já escreveu para os sites UOL e Bedford + Bowery, uma publicação do Arthur L. Carter Journalism Institute, da New York University, em parceria com a revista New York. Em 2019, Bonini deixou a Globo para estudar em Nova York.
Como romancista, ele é autor da série policial e de mistério protagonizada pelo detetive Conrado Bardelli, em que o personagem investiga crimes. A Faro Editorial publicou os três primeiros livros: Colega de Quarto (2015), O Casamento (2017) e Quando Ela Desaparecer (2019). Este teve uma adaptação para série de TV anunciada no mesmo ano de lançamento, com Bonini como roteirista. A produtora responsável é a Clube Filmes. Em 2025, foi revelado que a atriz Klara Castanho será a protagonista.
No ano seguinte, o autor fechou contrato de exclusividade com o Grupo Editorial Coerência. O primeiro lançamento pela editora, Tortura Branca, o quinto da série de Conrado Bardelli, aconteceu no mesmo ano. No enredo, o detetive investiga um assassinato ocorrido durante uma chamada de vídeo no contexto da pandemia de covid-19. Tortura Branca tornou-se um dos cinco finalistas do prêmio Jabuti de 2021 na categoria de romance de entretenimento.
Bonini trabalhou como produtor no seriado Edge of the Unknown, do National Geographic. O episódio foi ao ar em 2022 pelo streaming Disney+.
Os livros do autor já venderam mais de 110 mil exemplares, de acordo com a Revista da Cásper.
Bonini é filiado à Associação Brasileira dos Escritores de Romance Policial, Suspense e Terror (Aberst).
Em 2024, ele afirmou atuar como jornalista da TV Globo em Nova York.
O autor fez sua estreia como roteirista de cinema com A Operação Condor, thriller dirigido por André Sturm, que assina o roteiro com Bonini. Produzido pela LEP Filmes, o longa-metragem é ambientado em 1976, durante a  ditadura militar no Brasil, e trata de uma conspiração que envolve a morte dos ex-presidentes Juscelino Kubitschek e João Goulart; o elenco inclui Mel Lisboa, Dan Stulbach e Pedro Bial, entre outros nomes. A estreia está prevista para o segundo semestre de 2025.

## Estilo e influências
Bonini diz em seu site oficial que aprendeu a gostar de ler com a série Harry Potter, de J.K. Rowling, e que, na adolescência, "devorou" os livros de Agatha Christie, que veio a se tornar uma inspiração para ele. Outros nomes que Bonini diz admirar são Luiz Alfredo Garcia-Roza, Rubem Fonseca, Patrícia Melo, Stephen King, Machado de Assis e Dennis Lehane, entre outros.
Welington Andrade, diretor da Faculdade Cásper Líbero, doutor em literatura brasileira pela USP e ex-professor do escritor, refere-se a Bonini como um autor de "ficção de muitíssima qualidade".

## Trabalhos

### Série Conrado Bardelli (2015 – presente)
- Colega de Quarto (Faro Editorial, 2015)
- O Casamento (Faro Editorial, 2017)
- Quando Ela Desaparecer (Faro Editorial, 2019)
- Tortura Branca (Editora Coerência, 2020)

### Novelas
- "O Homem na Escada", Vozes do Joelma (Faro Editorial, 2019)[24][25]

### Filmografia
| Ano  | Título                                                            | Roteirista | Diretor | Produtor | Editor | Cinematógrafo | Gênero                      | Ref.   |
| ---- | ----------------------------------------------------------------- | ---------- | ------- | -------- | ------ | ------------- | --------------------------- | ------ |
| 2021 | Make Some Noise                                                   | Não        | Sim     | Sim      | Sim    | Sim           | documentário curta-metragem | [ 26 ] |
| 2022 | Hold Up                                                           | Não        | Não     | Sim      | Não    | Não           | ficção curta-metragem       | [ 27 ] |
| 2022 | Edge of the Unknown with Jimmy Chin (episódio "The No Fall Zone") | Não        | Não     | Sim      | Não    | Não           | documentário série de TV    | [ 28 ] |
| 2025 | A Conspiração Condor                                              | Sim        | Não     | Não      | Não    | Não           | ficção longa-metragem       |        |

## Prêmios e honrarias
- 2018 – vencedor do  prêmio Aberst de melhor romance policial por O Casamento[29]
- 2019 – finalista do prêmio Aberst de melhor romance policial por Quando Ela Desaparecer[30]
- 2021 – menção honrosa do prêmio Aberst por Tortura Branca[31]
- 2021 – finalista do prêmio Jabuti de romance de entretenimento por Tortura Branca